# اوبرهاوزن ان در آپل
اوبرهاوزن ان در آپل (به آلمانی: Oberhausen an der Appel) یک شهر در آلمان است که در دنرسبرگکرایس واقع شده‌است. اوبرهاوزن ان در آپل ۱۵۵ نفر جمعیت دارد.